# Salvije iz Dubrovnika
Salvije O.S.B. bio je prelat Katoličke Crkve koji je služio kao nadbiskup dubrovački od 1276. do 1278. godine. Prije toga, obnašao je dužnost biskupa trebinjsko-mrkanskog od 1250. do 1276. godine.

## Životopis
Kako se u 13. stoljeću Dubrovačka metropolija približila utrnuću, nadbiskup Ivan krenuo je u Lyon kako bi pred papom pokrenuo parnicu protiv Barske metropolije te vrati pod svoju jurisdikciju, a sada Baru podložne sufragane. Na tom putu je u Veneciji posvetio lokrumskog benediktinskog opata Salvija za biskupa. To se najvjerojatnije dogodilo 1250. godine.
Trebinjska katedra je vjerojatno prije njegove posvete bila upražnjena jer tek s njime u sigurnim povijesnim izvorima počinju provjerljive vijesti o trebinjskim biskupima nakon dužeg vremena. Papa Inocent IV. je 1250. godine dao nalog biskupu Salviju da pozove na papinsko ročište sve one kojih se spor tiče. Biskup Salvije ih je tijekom iduće godine preko poslanika pozvao na papinsko ročište. Kralj Stefan Urošu I. iskoristio je ovaj te je zaratio s Dubrovnikom. Kako je u parnici važnu ulogu imao trebinjski biskup Salvije, on je krajem 1252. opljačkan te prognan iz države.
Salvije je bio dubrovački benediktinac. Za trebinjsko-mrkanskog biskupa imenovan je 1250. godine.
Papa Klement IV., 1265., traži od barskog nadbiskupa da preispita prilike prognanog trebinjskog biskupa Salvija koji mu se potužio da su ga šizmatici lišili svih dobara. Također navodi da ga je dubrovački nadbiskup želio, uz protivljenje onih koji su uzurpirali crkvene stvari i dobra, utvrditi u službi u samostanu na Lokrumu. Papa Grgur X., 1275., odbija molbu da ga se postavi na upražnjenu biskupsku stolicu „Juvenacensis” u Apuliji.
Dana 5. prosinca 1276. imenovan je nadbiskupom dubrovačkim. Umro je 1278. godine.

### Knjige
- Perić, Ratko. 2020. Kronotaksa trebinjsko-mrkanskih biskupa s nekim prijepornim pitanjima.   Krešić, Milenko (ur.). Trebinjsko-mrkanska biskupija za vrijeme posljednjeg biskupa ordinarija Nikole Ferića (1792.-1819.) i nakon njega. Teološko-katehetski institut u Mostaru. Mostar. str. 9–33
- Puljić, Ivica. 2023. Pregled povijesti područjâ Trebinjsko-mrkanske biskupije do pada pod osmansku vlast.   Puljić, Ivica; Marić, Marinko (ur.). Trebinjsko-mrkanska biskupija: Zbornik radova povodom obilježavanja 1000. obljetnice prvoga pisanog spomena Trebinjske biskupije i 700. obljetnice prvoga pisanog spomena Mrkanske biskupije. Trebinjsko-mrkanska biskupija. Mostar. str. 39–171

### Mrežna sjedišta
- Archbishop Salvio †. catholic-hierarchy.org (engleski). Pristupljeno 26. prosinca 2022.

| Titule u Katoličkoj Crkvi        | Titule u Katoličkoj Crkvi              | Titule u Katoličkoj Crkvi   |
| -------------------------------- | -------------------------------------- | --------------------------- |
| prethodnik Konstantin            | Biskup trebinjsko-mrkanski 1250.–1276. | nasljednik Nikola           |
| prethodnik Gerhard iz Lombardije | Nadbiskup dubrovački 1276.–1278.       | nasljednik Andrija iz Lucce |